# Världscupen i alpin skidåkning 1992/1993
Världscupen i alpin skidåkning 1992/1993 inleddes den 28 november 1992 i Sestriere för herrarna och i Park City för damerna. Säsongen avslutades i Åre den 28 mars 1993. Vinnare i totala världscupen blev Anita Wachter och Marc Girardelli.

## Tävlingskalender

### Herrar

#### Störtlopp
| Datum            | Ort                                | Etta                         | Tvåa                        | Trea                        |
| ---------------- | ---------------------------------- | ---------------------------- | --------------------------- | --------------------------- |
| 11 december 1992 | Val Gardena (Italien)              | William Besse (Schweiz)      | Jan Einar Thorsen (Norge)   | Patrick Ortlieb (Österrike) |
| 12 december 1992 | Val Gardena (Italien)              | Leonhard Stock (Österrike)   | William Besse (Schweiz)     | AJ Kitt (USA)               |
| 10 januari 1993  | Garmisch-Partenkirchen (Tyskland)  | Franz Heinzer (Schweiz)      | Pietro Vitalini (Italien)   | Günther Mader (Österrike)   |
| 11 januari 1993  | Garmisch-Partenkirchen (Tyskland)  | Daniel Mahrer (Schweiz)      | Peter Rzehak (Österrike)    | Franz Heinzer (Schweiz)     |
| 16 januari 1993  | Sankt Anton am Arlberg (Österrike) | Franz Heinzer (Schweiz)      | Peter Runggaldier (Italien) | Günther Mader (Österrike)   |
| 23 januari 1993  | Veysonnaz (Schweiz)                | Franz Heinzer (Schweiz)      | Patrick Ortlieb (Österrike) | William Besse (Schweiz)     |
| 28 februari 1993 | Whistler (Kanada)                  | Atle Skårdal (Norge)         | Tommy Moe (USA)             | Franz Heinzer (Schweiz)     |
| 15 mars 1993     | Sierra Nevada (Spanien)            | Armin Assinger (Österrike)   | Daniel Mahrer (Schweiz)     | Hannes Trinkl (Österrike)   |
| 19 mars 1993     | Kvitfjell (Norge)                  | Adrien Duvillard (Frankrike) | Werner Perathoner (Italien) | Atle Skårdal (Norge)        |
| 20 mars 1993     | Kvitfjell (Norge)                  | Armin Assinger (Österrike)   | Werner Perathoner (Italien) | Hannes Trinkl (Österrike)   |

#### Super-G
| Datum            | Ort                                | Etta                        | Tvåa                           | Trea                        |
| ---------------- | ---------------------------------- | --------------------------- | ------------------------------ | --------------------------- |
| 5 december 1992  | Val d’Isère (Frankrike)            | Jan Einar Thorsen (Norge)   | Franz Heinzer (Schweiz)        | Luigi Colturi (Italien)     |
| 22 december 1992 | Bad Kleinkirchheim (Österrike)     | Armin Assinger (Österrike)  | Leonhard Stock (Österrike)     | Kjetil André Aamodt (Norge) |
| 12 januari 1993  | Sankt Anton am Arlberg (Österrike) | Marc Girardelli (Luxemburg) | Jan Einar Thorsen (Norge)      | Günther Mader (Österrike)   |
| 28 februari 1993 | Whistler (Kanada)                  | Günther Mader (Österrike)   | Franz Heinzer (Schweiz)        | Patrick Ortlieb (Österrike) |
| 7 mars 1993      | Aspen (USA)                        | Kjetil André Aamodt (Norge) | Stephan Eberharter (Österrike) | Daniel Mahrer (Schweiz)     |
| 21 mars 1993     | Kvitfjell (Norge)                  | Kjetil André Aamodt (Norge) | Daniel Mahrer (Schweiz)        | Dietmar Thöni (Österrike)   |
| 26 mars 1993     | Åre (Sverige)                      | Kjetil André Aamodt (Norge) | Günther Mader (Österrike)      | Franz Heinzer (Schweiz)     |

#### Storslalom
| Datum            | Ort                       | Etta                           | Tvåa                       | Trea                        |
| ---------------- | ------------------------- | ------------------------------ | -------------------------- | --------------------------- |
| 28 november 1992 | Sestriere (Italien)       | Kjetil André Aamodt (Norge)    | Alberto Tomba (Italien)    | Johan Wallner (Sverige)     |
| 13 december 1992 | Alta Badia (Italien)      | Marc Girardelli (Luxemburg)    | Alain Feutrier (Frankrike) | Alberto Tomba (Italien)     |
| 20 december 1992 | Kranjska Gora (Slovenien) | Marc Girardelli (Luxemburg)    | Lasse Kjus (Norge)         | Fredrik Nyberg (Sverige)    |
| 19 januari 1993  | Veysonnaz (Schweiz)       | Michael von Grünigen (Schweiz) | Alberto Tomba (Italien)    | Lasse Kjus (Norge)          |
| 23 mars 1993     | Oppdal (Norge)            | Kjetil André Aamodt (Norge)    | Johan Wallner (Sverige)    | Fredrik Nyberg (Sverige)    |
| 27 mars 1993     | Åre (Sverige)             | Kjetil André Aamodt (Norge)    | Alberto Tomba (Italien)    | Marc Girardelli (Luxemburg) |

#### Slalom
| Datum            | Ort                               | Etta                             | Tvåa                                                         | Trea                                               |
| ---------------- | --------------------------------- | -------------------------------- | ------------------------------------------------------------ | -------------------------------------------------- |
| 29 november 1992 | Sestriere (Italien)               | Fabrizio Tescari (Italien)       | Michael Tritscher (Österrike)                                | Armin Bittner (Tyskland) Hubert Strolz (Österrike) |
| 6 december 1992  | Val d’Isère (Frankrike)           | Thomas Fogdö (Sverige)           | Thomas Sykora (Österrike)                                    | Hubert Strolz (Österrike)                          |
| 15 december 1992 | Madonna di Campiglio (Italien)    | Patrice Bianchi (Frankrike)      | Alberto Tomba (Italien)                                      | Thomas Sykora (Österrike)                          |
| 19 december 1992 | Kranjska Gora (Slovenien)         | Thomas Fogdö (Sverige)           | Alberto Tomba (Italien)                                      | Peter Roth (Tyskland)                              |
| 9 januari 1993   | Garmisch-Partenkirchen (Tyskland) | Alberto Tomba (Italien)          | Kjetil André Aamodt (Norge) Thomas Stangassinger (Österrike) |                                                    |
| 17 januari 1993  | Lech (Österrike)                  | Thomas Fogdö (Sverige)           | Jure Košir (Slovenien)                                       | Alberto Tomba (Italien)                            |
| 24 januari 1993  | Veysonnaz (Schweiz)               | Thomas Stangassinger (Österrike) | Alberto Tomba (Italien)                                      | Thomas Fogdö (Sverige)                             |
| 28 mars 1993     | Åre (Sverige)                     | Thomas Fogdö (Sverige)           | Kjetil André Aamodt (Norge)                                  | Thomas Stangassinger (Österrike)                   |

#### Alpin kombination
| Datum              | Ort                                       | Etta                        | Tvåa                        | Trea                      |
| ------------------ | ----------------------------------------- | --------------------------- | --------------------------- | ------------------------- |
| 9-10 januari 1993  | Garmisch-Partenkirchen (Tyskland)         | Marc Girardelli (Luxemburg) | Kjetil André Aamodt (Norge) | Günther Mader (Österrike) |
| 16-17 januari 1993 | Sankt Anton am Arlberg / Lech (Österrike) | Marc Girardelli (Luxemburg) | Günther Mader (Österrike)   | Hubert Strolz (Österrike) |
| 23-24 januari 1993 | Veysonnaz (Schweiz)                       | Marc Girardelli (Luxemburg) | Kjetil André Aamodt (Norge) | Günther Mader (Österrike) |

### Damer

#### Störtlopp
| Datum            | Ort                         | Etta                         | Tvåa                           | Trea                         |
| ---------------- | --------------------------- | ---------------------------- | ------------------------------ | ---------------------------- |
| 12 december 1992 | Vail (USA)                  | Miriam Vogt (Tyskland)       | Katharina Gutensohn (Tyskland) | Kerrin Lee-Gartner (Kanada)  |
| 19 december 1992 | Lake Louise (Kanada)        | Chantal Bournissen (Schweiz) | Katja Seizinger (Tyskland)     | Michaela Gerg (Tyskland)     |
| 9 januari 1993   | Cortina d’Ampezzo (Italien) | Regina Häusl (Tyskland)      | Heidi Zurbriggen (Schweiz)     | Katja Seizinger (Tyskland)   |
| 15 januari 1993  | Cortina d’Ampezzo (Italien) | Katja Seizinger (Tyskland)   | Carole Merle (Frankrike)       | Barbara Sadleder (Österrike) |
| 23 januari 1993  | Haus im Ennstal (Österrike) | Chantal Bournissen (Schweiz) | Warwara Selenskaja (Ryssland)  | Sabine Ginther (Österrike)   |
| 26 februari 1993 | Veysonnaz (Schweiz)         | Katja Seizinger (Tyskland)   | Kerrin Lee-Gartner (Kanada)    | Miriam Vogt (Tyskland)       |
| 27 februari 1993 | Veysonnaz (Schweiz)         | Anja Haas (Österrike)        | Régine Cavagnoud (Frankrike)   | Kate Pace (Kanada)           |
| 6 mars 1993      | Morzine (Frankrike)         | Katja Seizinger (Tyskland)   | Regina Häusl (Tyskland)        | Astrid Lødemel (Norge)       |
| 13 mars 1993     | Hafjell (Norge)             | Kate Pace (Kanada)           | Picabo Street (USA)            | Carole Montillet (Frankrike) |

#### Super-G
| Datum            | Ort                         | Etta                         | Tvåa                        | Trea                         |
| ---------------- | --------------------------- | ---------------------------- | --------------------------- | ---------------------------- |
| 13 december 1992 | Vail (USA)                  | Ulrike Maier (Österrike)     | Astrid Lødemel (Norge)      | Anita Wachter (Österrike)    |
| 20 december 1992 | Lake Louise (Kanada)        | Katja Seizinger (Tyskland)   | Tatjana Lebedeva (Ryssland) | Regina Häusl (Tyskland)      |
| 16 januari 1993  | Cortina d’Ampezzo (Italien) | Ulrike Maier (Österrike)     | Carole Merle (Frankrike)    | Sylvia Eder (Österrike)      |
| 28 februari 1993 | Veysonnaz (Schweiz)         | Carole Merle (Frankrike)     | Anita Wachter (Österrike)   | Régine Cavagnoud (Frankrike) |
| 7 mars 1993      | Morzine (Frankrike)         | Deborah Compagnoni (Italien) | Katja Seizinger (Tyskland)  | Anita Wachter (Österrike)    |
| 20 mars 1993     | Åre (Sverige)               | Katja Seizinger (Tyskland)   | Ulrike Maier (Österrike)    | Deborah Compagnoni (Italien) |

#### Storslalom
| Datum            | Ort                         | Etta                            | Tvåa                         | Trea                         |
| ---------------- | --------------------------- | ------------------------------- | ---------------------------- | ---------------------------- |
| 28 november 1992 | Park City (USA)             | Ulrike Maier (Österrike)        | Carole Merle (Frankrike)     | Vreni Schneider (Schweiz)    |
| 5 december 1992  | Steamboat Springs (USA)     | Anita Wachter (Österrike)       | Sabina Panzanini (Italien)   | Deborah Compagnoni (Italien) |
| 5 januari 1993   | Maribor (Slovenien)         | Carole Merle (Frankrike)        | Anita Wachter (Österrike)    | Vreni Schneider (Schweiz)    |
| 10 januari 1993  | Cortina d’Ampezzo (Italien) | Carole Merle (Frankrike)        | Anita Wachter (Österrike)    | Deborah Compagnoni (Italien) |
| 15 mars 1993     | Hafjell (Norge)             | Christina Meier-Höck (Tyskland) | Martina Ertl (Tyskland)      | Katja Seizinger (Tyskland)   |
| 20 mars 1993     | Vemdalen (Sverige)          | Katja Seizinger (Tyskland)      | Heidi Zeller (Schweiz)       | Carole Merle (Frankrike)     |
| 27 mars 1993     | Åre (Sverige)               | Carole Merle (Frankrike)        | Deborah Compagnoni (Italien) | Anita Wachter (Österrike)    |

#### Slalom
| Datum            | Ort                         | Etta                         | Tvåa                            | Trea                            |
| ---------------- | --------------------------- | ---------------------------- | ------------------------------- | ------------------------------- |
| 29 november 1992 | Park City (USA)             | Julie Parisien (USA)         | Pernilla Wiberg (Sverige)       | Annelise Coberger (Nya Zeeland) |
| 6 december 1992  | Steamboat Springs (USA)     | Pernilla Wiberg (Sverige)    | Annelise Coberger (Nya Zeeland) | Petra Kronberger (Österrike)    |
| 6 januari 1993   | Maribor (Slovenien)         | Vreni Schneider (Schweiz)    | Annelise Coberger (Nya Zeeland) | Deborah Compagnoni (Italien)    |
| 17 januari 1993  | Cortina d’Ampezzo (Italien) | Vreni Schneider (Schweiz)    | Annelise Coberger (Nya Zeeland) | Karin Buder (Österrike)         |
| 24 januari 1993  | Haus im Ennstal (Österrike) | Patricia Chauvet (Frankrike) | Anita Wachter (Österrike)       | Morena Gallizio (Italien)       |
| 14 mars 1993     | Hafjell (Norge)             | Renate Götschl (Österrike)   | Kristina Andersson (Sverige)    | Patricia Chauvet (Frankrike)    |
| 19 mars 1993     | Vemdalen (Sverige)          | Vreni Schneider (Schweiz)    | Patricia Chauvet (Frankrike)    | Annelise Coberger (Nya Zeeland) |
| 28 mars 1993     | Åre (Sverige)               | Vreni Schneider (Schweiz)    | Karin Köllerer (Österrike)      | Christina Riegel (Österrike)    |

#### Alpin kombination
| Datum               | Ort                         | Etta                      | Tvåa                      | Trea                       |
| ------------------- | --------------------------- | ------------------------- | ------------------------- | -------------------------- |
| 15, 17 januari 1993 | Cortina d’Ampezzo (Italien) | Anita Wachter (Österrike) | Miriam Vogt (Tyskland)    | Sabine Ginther (Österrike) |
| 13-14 mars 1993     | Hafjell (Norge)             | Bibiana Perez (Italien)   | Morena Gallizio (Italien) | Miriam Vogt (Tyskland)     |

## Slutplacering damer
| Placering | Namn            | Land      | Total Poäng | Störtlopp | Super G | Storslalom | Slalom | Kombination |
| --------- | --------------- | --------- | ----------- | --------- | ------- | ---------- | ------ | ----------- |
| 1         | Anita Wachter   | Österrike | 1286        | 155       | 313     | 396        | 272    | 150         |
| 2         | Katja Seizinger | Tyskland  | 1266        | 604       | 371     | 234        | 7      | 50          |
| 3         | Carole Merle    | Frankrike | 1086        | 280       | 326     | 480        | 0      | 0           |
| 4         | Miriam Vogt     | Tyskland  | 699         | 283       | 77      | 42         | 157    | 140         |
| 5         | Ulrike Maier    | Österrike | 696         | 14        | 356     | 252        | 45     | 29          |
| 6         | Vreni Schneider | Schweiz   | 626         | 0         | 0       | 136        | 490    | 0           |
| 7         | Martina Ertl    | Tyskland  | 605         | 100       | 99      | 278        | 38     | 90          |
| 8         | Heidi Zeller    | Schweiz   | 599         | 202       | 130     | 245        | 0      | 22          |
| 9         | Kerrin Lee      | Kanada    | 565         | 294       | 199     | 50         | 0      | 22          |
| 10        | Regina Häusl    | Tyskland  | 553         | 323       | 181     | 29         | 0      | 20          |

## Slutplacering herrar
| Placering | Namn                | Land      | Total Poäng | Störtlopp | Super G | Storslalom | Slalom | Kombination |
| --------- | ------------------- | --------- | ----------- | --------- | ------- | ---------- | ------ | ----------- |
| 1         | Marc Girardelli     | Luxemburg | 1379        | 331       | 216     | 372        | 160    | 300         |
| 2         | Kjetil André Aamodt | Norge     | 1347        | 90        | 420     | 410        | 267    | 160         |
| 3         | Franz Heinzer       | Schweiz   | 828         | 527       | 301     | 0          | 0      | 0           |
| 4         | Günther Mader       | Österrike | 826         | 192       | 307     | 26         | 101    | 200         |
| 5         | Alberto Tomba       | Italien   | 817         | 0         | 0       | 381        | 436    | 0           |
| 6         | Atle Skårdal        | Norge     | 596         | 427       | 169     | 0          | 0      | 0           |
| 7         | Patrick Ortlieb     | Österrike | 560         | 272       | 198     | 0          | 0      | 90          |
| 8         | Daniel Mahrer       | Schweiz   | 556         | 343       | 213     | 0          | 0      | 0           |
| 9         | Thomas Fogdö        | Sverige   | 545         | 0         | 0       | 0          | 545    | 0           |
| 10        | Armin Assinger      | Österrike | 533         | 360       | 13      | 0          | 0      | 0           |

Noterbart:
- Tjeckoslovakien upplöstes den 1 januari 1993, och delades i stället upp i Tjeckien och Slovakien.